# Дыш (приток Псекупса)
Дыш (адыг. Дышъ) — река в Краснодарском крае и Республики Адыгея. Устье реки находится в 43 км по левому берегу реки Псекупс. Длина реки — 30 км, площадь водосборного бассейна — 98,7 км².

## География
Река Дыш берёт своё начало с северного склона хребта Пшаф, юго-западнее города Горячий Ключ. Верховье и среднее течение реки расположены на территории городского округа Горячий Ключ, где река преимущественно протекает по гористо-холмистой местности. На территории городского округа Адыгейск река выходит из своего ущелья и далее протекает по равнинной местности.
Северо-восточнее хутора Псекупс, принимает свой главный приток — Большой Дыш. Впадает в Псекупс ниже аула Гатлукай. Устье реки полностью канализировано и протекает по искусственному каналу.
Вдоль долины реки расположены населённые пункты: Приреченский, Молькин и Гатлукай.

## Этимология
Название реки в переводе с адыгейского языка означает «золотая».

## Данные водного реестра
По данным государственного водного реестра России относится к Кубанскому бассейновому округу, водохозяйственный участок реки — Кубань от города Усть-Лабинск до Краснодарского гидроузла, без рек Белая и Пшиш. Речной бассейн реки — Кубань.
Код объекта в государственном водном реестре — 06020001312108100005460.